# Eurete atlantica
Eurete atlantica är en svampdjursart som beskrevs av Lopes, Hajdu och Henry M. Reiswig 2007. Eurete atlantica ingår i släktet Eurete och familjen Euretidae. Inga underarter finns listade i Catalogue of Life.